# Ramon Casanova i de Mir
Ramon Casanova i de Mir (Vic, 1811 – Barcelona, 1875) fou un agrònom català.